# EC 2.3

Un acile

La EC 2.3 è una sottoclasse della classificazione EC relativa agli enzimi. Si tratta di una sottoclasse delle transferasi che include in particolare le aciltransferasi, in grado di agire genericamente su acili e di formare esteri o ammidi. Nella maggior parte dei casi, il donatore di acili è il corrispondente acil-CoA..

## Sotto-sottoclassi
Esistono tre ulteriori sotto-sottoclassi, suddivise sulla base del tipo di gruppo acilico che viene trasferito:
- EC 2.3.1: gruppo non amminoacidico;
- EC 2.3.2: gruppo amminoacidico (amminoaciltransferasi);
- EC 2.3.3: gruppo acilico convertito in alchilico durante il trasferimento.